# ورزشگاه شهر بوفالو
ورزشگاه شهر بوفالو (به لاتین: Buffalo City Stadium) یک ورزشکاه فوتبال در آفریقای جنوبی است که در Arcadia, East London, Eastern Cape واقع شده‌است.